# Sosippus floridanus
Sosippus floridanus is een spin uit de familie der wolfspinnen.  De wetenschappelijke naam van de soort werd voor het eerst geldig gepubliceerd in 1898 door Eugène Simon.
Net als de andere soorten uit de onderfamilie Hippasinae maakt deze spin een trechterweb. Hij komt voor in het oosten van de Verenigde Staten in relatief droge gebieden.
S. floridanus staat in concurrentie met een plaatselijke soort zonnedauw, een vleesetende plant. De plant en het dieren eten dezelfde prooien. De spinnen maken hun nest ongeveer op dezelfde hoogte als die van de blaadjes van de plant. Spinnen die in een buurt leven met veel van deze planten, maken grotere webben en plaatsen die verder af van de planten. Waarschijnlijk maakt de spin daardoor meer kans om een prooi te vangen ten nadele van de plant.